# 병원

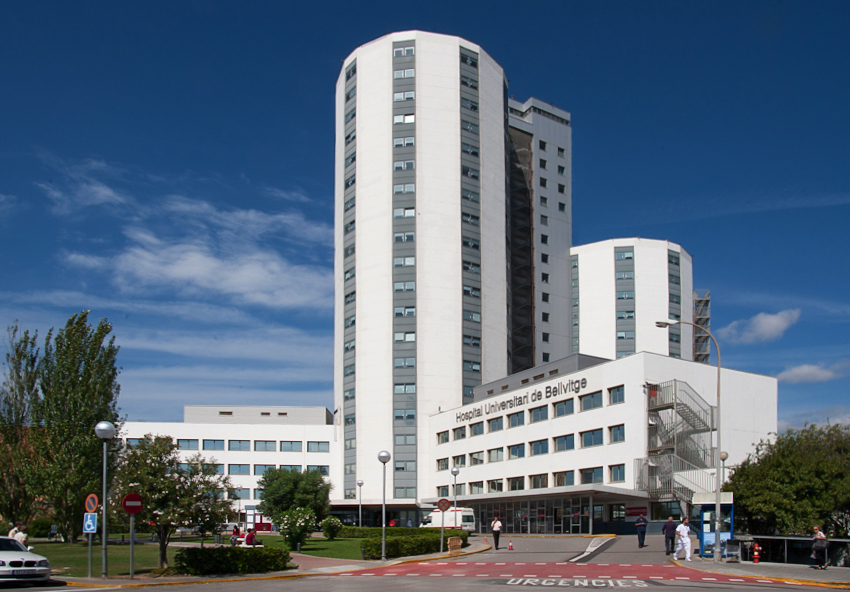
구급차 출입구와 주차 공간이 있는 전형적인 병원의 외관이다. 이 이미지는 스페인의 벨비테 대학 병원이다.

병원(病院)은 질병이나, 질환에 대해 의료를 제공하고 환자가 입원하는 시설이다. 대한민국에서는 30명 이상의 환자를 수용할 수 있는 시설을 갖춘 의료기관을 병원이라 칭할 수 있으며, 그 이하는 의원(醫院)이라 부른다. 또한 전문의 과정을 거친 자는 의원 간판에 자신의 전공 분야를 써넣을 수 있다.

## 같이 보기
- 권역응급의료센터
- 병원 목록
- 병원정보시스템
- 워크인 클리닉
- 의사
- 의학사
- 호스피스